# 朱凱
朱凱（1469年—？），字時舉，浙江宁波府鄞县人，民籍，明朝政治人物。

## 生平
弘治十一年戊午科浙江鄉試第十四名舉人。弘治十二年（1499年）中式己未科會試第二百三十九名，三甲第二十八名進士。

## 家族
曾祖朱天祥；祖朱原邕；父朱阅。母方氏；继母丁氏。具庆下。